# NGC 5515
NGC 5515 (другие обозначения — UGC 9096, MCG 7-29-52, ZWG 219.57, KUG 1410+395, IRAS14105+3932, PGC 50750) — спиральная галактика (Sab) в созвездии Волопас.
Этот объект входит в число перечисленных в оригинальной редакции «Нового общего каталога».